# Orquestra Sinfônica de Tóquio

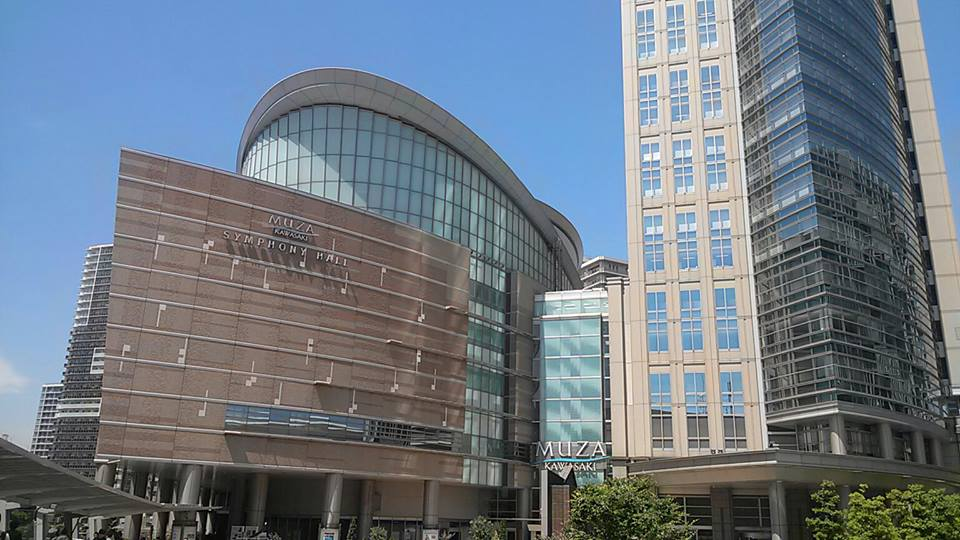
Muza Kawasaki

A Orquestra Sinfônica de Tóquio foi fundada em 1965. Baseia-se em Kawasaki, ao sul de Tóquio.

## Maestros
- Hubert Soudant (2004)
- Kazuyoshi Akiyama (1964 - 2004)
- Masashi Ueda (1945 - 1964)
- Hidemaro Konoe